# Зборжил, Артур
Артур Зборжил (чеш. Arthur Zboržil; 15 июля 1885, Вена, Австро-Венгрия — 15 октября 1937) — австро-венгерский теннисист, призёр Олимпийских игр.

## Спортивная карьера
Принимал активное участие в деятельности основанной в 1902 году Австрийской федерации тенниса. В 1908 году принял участие в Олимпийских играх в Лондоне, но не завоевал медалей. В 1912 году на Олимпийских играх в Стокгольме завоевал серебряную медаль в парном разряде (вместе с Феликсом Пипесом).